# خوان كارلوس تروخيو
خوان كارلوس تروخيو (بالإسبانية: Juan Carlos Trujillo)‏ هو منافس ألعاب قوى غواتيمالي، ولد في 17 يوليو 1985.

## وصلات خارجية
- خوان كارلوس تروخيو على موقع الاتحاد الدولي لألعاب القوى (الإنجليزية)
- خوان كارلوس تروخيو على موقع أوليمبيديا (الإنجليزية)